# کوپیتسه (استان اوپوله)
کوپیتسه (به لهستانی:  Kopice) یک روستا در لهستان است که در گمینا گرودکوو واقع شده‌است.
 کوپیتسه  ۱٬۲۰۰ نفر جمعیت دارد.